# Lilli Wislicenus-Finzelberg
Lilli Wislicenus-Finzelberg (5 november 1872 in Andernach als Elisabeth Emma Charlotte Finzelberg – 14 december 1939 in Berlijn) was een Duitse beeldhouwster.

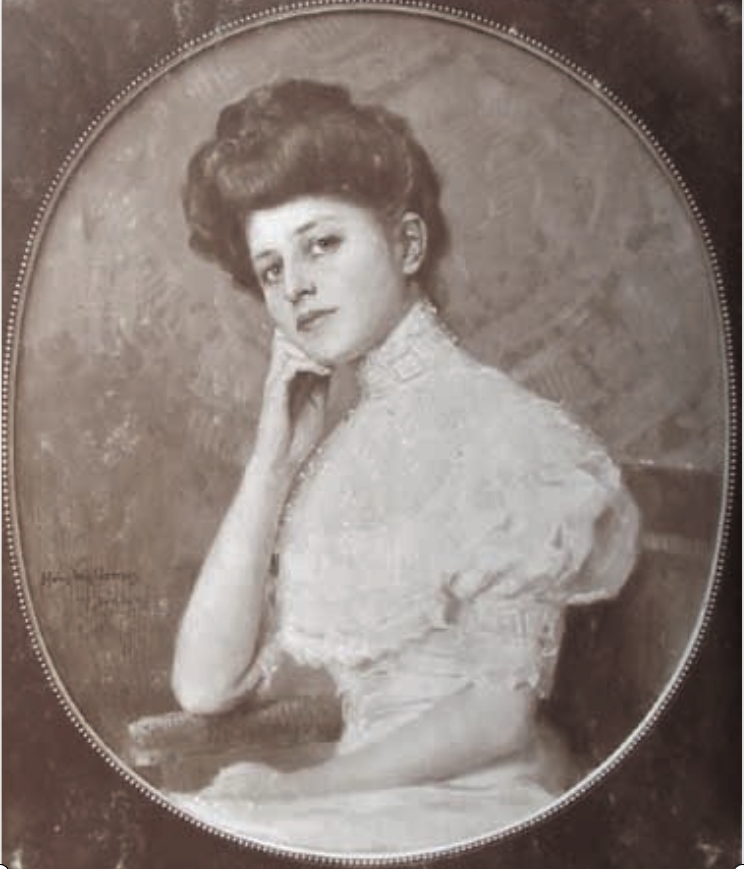
Lilli Wislicenus-Finzelberg, 1907

## Biografie

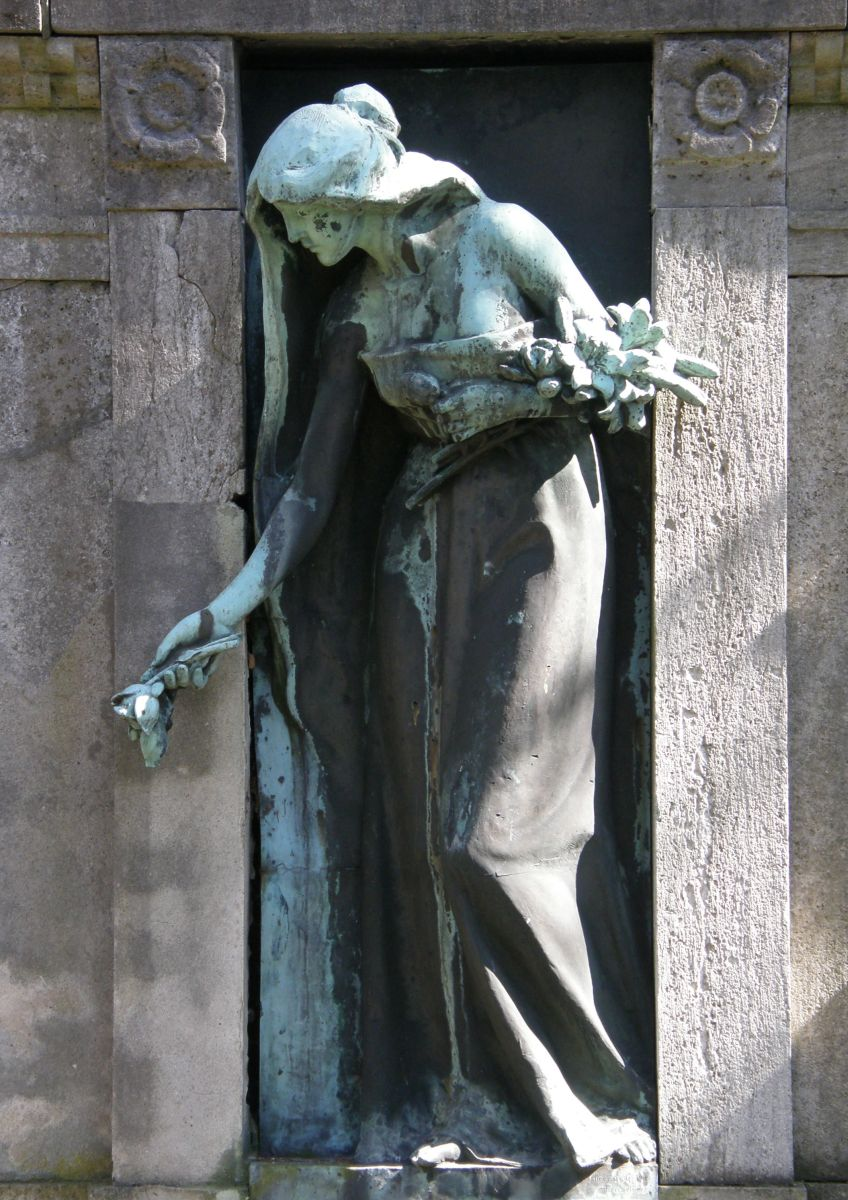
Sculptuur van Lilli Wislicenus-Finzelberg aan het familiegraf Wislicenus-Finzelberg

Lilli Finzelberg was de tweede dochter van Hermann Finzelberg, een Berlijnse chemicus. Ze verliet Andernach op negenjarige leeftijd en woonde tot haar vijftiende in Düsseldorf bij haar oom, de schilder Hermann Wislicenus.
Ze studeerde beeldhouwkunst aan de Technische Universiteit Berlijn. Via haar vader werd ze voorgesteld aan Otto von Bismarck, van wie ze een buste maakte. 
Vanaf haar huwelijk in 1896 met haar neef, de schilder Hans Wislicenus, signeerde Lilli Finzelberg haar sculpturen met de artiestennaam Lilli Wislicenus-Finzelberg. Het echtpaar had een zoon, Hans Hermann Wislicenus, die net als de vader schilder werd onder de naam Jean Visly. 
Lilli en Hans Wislicenus stierven in december 1939 één dag na elkaar. Ze werden begraven op de begraafplaats Wilmersdorf in Berlijn. Het familiegraf was versierd met het beeld van een rouwende vrouw, dat Lilli Wislicenus-Finzelberg in 1910 had gecreëerd. 
- Gemeinsame Normdatei: 11758262X
- International Standard Name Identifier: 0000 0000 1354 6791
- Virtual International Authority File: 22922719